# Liu An
Liu An (en xinès: 劉安; en pinyin: Liú An) (179 aC - 122 aC) fou un geògraf, científic i filòsof xinès del segle ii aC, autor del compendi Huainanzi, que va escriure per assessorar l'Emperador Wu de Han i recopilar tot el coneixement de l'època. Interessat per l'alquímia, incorporà els principals ensenyaments d'aquesta disciplina a la seva obra, que barrejava amb poemes de la tradició xinesa, ja que pensava que les dues vies podien ajudar a aconseguir la immortalitat.